# Raoul Pérez
Pour les articles homonymes, voir Pérez.
Pas d'image ? Cliquez ici

a Compétitions nationales et continentales officielles uniquement.

b Matchs officiels uniquement.
Raul Pérez, né le 10 janvier 1923 à Argelès-sur-Mer et mort le 5 janvier 2009 à Saint-Estève, est un joueur de rugby à XIII international français, évoluant au poste de pilier ou troisième ligne.
Un auteur le considère comme un « troisième ligne hors norme ».
Formé au rugby à XV à l'USA Perpignan, il rejoint par la suite Lyon, mais c'est en changeant de code de rugby qu'il obtient ses grands succès. Il rejoint dans un premier temps Toulouse puis  devient l'un des joueurs à succès à Marseille. Il côtoie également l'équipe de France et prend part à la Tournée de l'équipe de France de rugby à XIII en 1951. 

## Palmarès
- Collectif :
  - Vainqueur de la Coupe d'Europe des nations : 1949 et 1951 (France).
  - Vainqueur du Championnat de France : 1949 (Marseille).
  - Vainqueur de la Coupe de France : 1948 et 1949 (Marseille).
  - Finaliste du Championnat de France : 1945, 1946 (Toulouse), 1950, 1952 et 1954[3] (Marseille).
  - Finaliste de la Coupe de France : 1955 (Marseille).

### Coupe d'Europe des nations
| Édition | Rang | Résultats France | Résultats Pérez | Matchs Pérez |
| ------- | ---- | ---------------- | --------------- | ------------ |
| 1947    | 3e   | 1 v 0 n 3 d      | 0 v 0 n 1 d     | 1/4          |
| 1948    | 2e   | 2 v 0 n 2 d      | 0 v 0 n 1 d     | 1/4          |
| 1949    | 1er  | 3 v 0 n 1 d      | 1 v 0 n 1 d     | 2/4          |
| 1950    | 4e   | 1 v 0 n 2 d      | 1 v 0 n 0 d     | 1/3          |
| 1951    | 1er  | 2 v 0 n 1 d      | 1 v 0 n 1 d     | 2/3          |
| 1953    | 4e   | 0 v 0 n 3 d      | 0 v 0 n 2 d     | 2/3          |

### Détails en sélection
| Matchs internationaux de Raoul Perez | Matchs internationaux de Raoul Perez | Matchs internationaux de Raoul Perez | Matchs internationaux de Raoul Perez | Matchs internationaux de Raoul Perez | Matchs internationaux de Raoul Perez | Matchs internationaux de Raoul Perez | Matchs internationaux de Raoul Perez | Matchs internationaux de Raoul Perez | Matchs internationaux de Raoul Perez | Matchs internationaux de Raoul Perez | Matchs internationaux de Raoul Perez |
|                                      | Date                                 | Adversaire                           | Résultat                             | Compétition                          | Poste                                | Points                               | Essais                               | Pen.                                 | Drops                                |                                      |                                      |
| ------------------------------------ | ------------------------------------ | ------------------------------------ | ------------------------------------ | ------------------------------------ | ------------------------------------ | ------------------------------------ | ------------------------------------ | ------------------------------------ | ------------------------------------ | ------------------------------------ | ------------------------------------ |
| sous les couleurs de la France       |                                      |                                      |                                      |                                      |                                      |                                      |                                      |                                      |                                      |                                      |                                      |
| 1.                                   | 17 mai 1947                          | Angleterre                           | 2-5                                  | Coupe d'Europe                       | Troisième ligne                      | -                                    | -                                    | -                                    | -                                    |                                      |                                      |
| 2.                                   | 25 octobre 1947                      | Angleterre                           | 15-20                                | Coupe d'Europe                       | Pilier                               | -                                    | -                                    | -                                    | -                                    |                                      |                                      |
| 3.                                   | 23 octobre 1948                      | Pays de Galles                       | 12-9                                 | Coupe d'Europe                       | Troisième ligne                      | 3                                    | 1                                    | -                                    | -                                    |                                      |                                      |
| 4.                                   | 28 novembre 1948                     | Angleterre                           | 5-12                                 | Coupe d'Europe                       | Troisième ligne                      | -                                    | -                                    | -                                    | -                                    |                                      |                                      |
| 5.                                   | 15 janvier 1950                      | Autres Nationalités                  | 8-3                                  | Coupe d'Europe                       | Pilier                               | -                                    | -                                    | -                                    | -                                    |                                      |                                      |
| 6.                                   | 11 novembre 1950                     | Angleterre                           | 9-14                                 | Coupe d'Europe                       | Troisième ligne                      | -                                    | -                                    | -                                    | -                                    |                                      |                                      |
| 7.                                   | 15 avril 1951                        | Pays de Galles                       | 28-13                                | Coupe d'Europe                       | Troisième ligne                      | 9                                    | 3                                    | -                                    | -                                    |                                      |                                      |
| 8.                                   | 22 mai 1952                          | Grande-Bretagne                      | 22-12                                | Test-match                           | Troisième ligne                      | -                                    | -                                    | -                                    | -                                    |                                      |                                      |
| 9.                                   | 23 novembre 1952                     | Autres Nationalités                  | 10-29                                | Coupe d'Europe                       | Troisième ligne                      | -                                    | -                                    | -                                    | -                                    |                                      |                                      |
| 10.                                  | 11 avril 1953                        | Angleterre                           | 13-15                                | Coupe d'Europe                       | Troisième ligne                      | -                                    | -                                    | -                                    | -                                    |                                      |                                      |

#### Statistiques
| Saison    | Saison                  | Championnat           | Championnat | Coupe           | Coupe      | Sélection | Sélection | Sélection | Sélection | Sélection | Sélection | Sélection |
| Saison    | Saison                  | Comp.                 | Class.      | Comp.           | Class.     | Comp.     | M         | Pts       | Ess.      | Buts      | Dp.       |           |
| --------- | ----------------------- | --------------------- | ----------- | --------------- | ---------- | --------- | --------- | --------- | --------- | --------- | --------- | --------- |
| 1944-1945 | Toulouse olympique XIII | Championnat de France | Finaliste   | Coupe de France | 1/4 finale |           |           |           |           |           |           |           |
| 1945-1946 | Toulouse olympique XIII | Championnat de France | Finaliste   | Coupe de France | 1/4 finale |           |           |           |           |           |           |           |
| 1946-1947 | Toulouse olympique XIII | Championnat de France | 1/4 finale  | Coupe de France | 1/4 finale |           |           |           |           |           |           |           |
| 1947-1948 | RC Marseille            | Championnat de France | 1/2 finale  | Coupe de France | Vainqueur  |           |           |           |           |           |           |           |
| 1948-1949 | RC Marseille            | Championnat de France | Vainqueur   | Coupe de France | Vainqueur  |           |           |           |           |           |           |           |
| 1949-1950 | RC Marseille            | Championnat de France | Finaliste   | Coupe de France | 1/2 finale |           |           |           |           |           |           |           |
| 1950-1951 | Toulon XIII             | Championnat de France | 14e         | Coupe de France | 1/8 finale |           |           |           |           |           |           |           |
| 1951-1952 | RC Marseille            | Championnat de France | Finaliste   | Coupe de France | 1/8 finale |           |           |           |           |           |           |           |
| 1952-1953 | RC Marseille            | Championnat de France | 1/2 finale  | Coupe de France | 1/8 finale |           |           |           |           |           |           |           |
| 1953-1954 | RC Marseille            | Championnat de France | Finaliste   | Coupe de France | 1/2 finale |           |           |           |           |           |           |           |
| 1954-1955 | RC Marseille            | Championnat de France | 5e          | Coupe de France | Finaliste  |           |           |           |           |           |           |           |
| 1955-1956 | RC Marseille            | Championnat de France | 1/2 finale  | Coupe de France | 1/2 finale |           |           |           |           |           |           |           |